# Wzgórze Katedralne (Frombork)
Wzgórze Katedralne – wzgórze o wysokości 21 m n.p.m. na Wysoczyźnie Elbląskiej, nad Zalewem Wiślanym, położone w województwie warmińsko-mazurskim, w powiecie braniewskim, na terenie Fromborka. Znajduje się pomiędzy ulicą Kopernika, ścieżką w wąwozie biegnącą do ulicy Katedralnej, ulicą Katedralną i wąwozem w ulicy Krasickiego. Obejmuje zespół bazyliki archikatedralnej Wniebowzięcia Najświętszej Maryi Panny i św. Andrzeja, który zarządzeniem prezydenta Rzeczypospolitej Polskiej z dnia 8 września 1994 r. stanowi pomnik historii.

## Zabytki
Wzgórze zabudowane jest zespołem katedralnym, który tworzą m.in.:
- Bazylika Archikatedralna Wniebowzięcia Najświętszej Maryi Panny i św. Andrzeja, w której w 1543 został pochowany Mikołaj Kopernik, z kaplicą Szembeka i kaplicą polską,
- Wieża Radziejowskiego (dawna dzwonnica), w której znajduje się planetarium, wahadło Foucaulta a na szczycie taras widokowy,
- Wieża Kopernika, niesłusznie uważana za jego dawne obserwatorium, a w rzeczywistości będąca jego formalnym mieszkaniem wewnątrz murów obronnych zespołu katedralnego na wypadek wojny,
- dawny pałac biskupi[3],
- Kapitularz,
- Nowy Wikariat,
- barokowa kanonia Najświętszej Marii Panny Wniebowziętej,
- gotycki Dom Kustosza.

Zabudowania na wzgórzu otoczone są murem z bramami (Brama Południowa, Brama zachodnia, Brama Północna) i basztami. Na wschodzie usytuowana jest Baszta Ferbera, na południu Baszta Prochowa, od północy Baszta Kustodii).
Najpóźniejszym elementem systemu obronnego wzgórza był barbakan (1537) przed Bramą Południową. Założony na planie wydłużonego półoktgonu, częściowo był posadowiony na słupach z drewnianym mostem i poprzedzony krótką gardzielą do przejazdu nad suchą fosą. Został rozebrany w 1853. W latach 1968–72 odkopano go i zrekonstruowano w części przyziemia. W roku 2019 rekonstrukcja została zasypana, a do Bramy Południowej prowadzi wybrukowana droga.
Na wzgórzu funkcjonuje powstałe w 1948 samorządowe Muzeum Mikołaja Kopernika oraz założone w 2016 kościelne Muzeum Pomnika Historii Frombork Zespół Katedralny.